# Косатці
Косатці (Papilioninae) — підродина метеликів родини косатцеві (Papilionidae). Papilioninae поширені по всьому світі з більшістю видів знаходять у тропіках. Відомо приблизно 480 видів.

## Опис
Метелики середніх, великих розмірів і дуже великих (рідко дрібних) розмірів, з найбагатшою різноманітністю забарвлення і малюнка крил. Розмах крил — 30 — 230 мм, у більшості видів близько 70-90 мм. Самиці зазвичай дещо більші від самців. Груди і черевце в коротких волосках, часто з малюнком. Передні крила трикутні, широкі, із загостреною вершиною, їх зовнішній край рівний. Задні крила — округлі або подовжено-овальні, з увігнутим анальним краєм, часто у самців з довгим хвостиком.

## Поведінка
Метелики ведуть виключно денний спосіб життя, деякі активні тільки в сонячну погоду. У помірній зоні більшість видів дає 1 покоління на рік, рідше — 2 покоління, відомі види з дворічною генерацією.